# Montrose n.º 315
Montrose n.º 315 es un municipio rural canadiense situado en la provincia de Saskatchewan.

## Superficie
Montrose n.º 315 tiene una superficie de 897,57 km².

## Demografía
En 2021, tenía 647 habitantes, una densidad poblacional de 0,7 hab./km², y 283 viviendas.